# Her Husband's Friend
Her Husband's Friend é um filme mudo norte-americano de 1920, do gênero drama, dirigido por Fred Niblo e estrelando Enid Bennett. Uma cópia do filme está preservada na Biblioteca do Congresso.